# Пјетро Фалка Лонги
Пјетро Лонги, рођен као Пјетро Фалка (итал. Pietro Falca, Pietro Longhi; 5. новембра 1701, Венеција—8. маја 1785, Венеција) био је венецијански сликар из уметничке епохе рококоа. Сликао је отмене призоре из венецијанског живота, портрете, фреске и слике за олтаре. 